# Ouled Ben Hammadi
Ouled Ben Hammadi  (in arabo أولاد بن حمادي‎?) è un centro abitato e comune rurale del Marocco situato nella provincia di Sidi Slimane, regione di Rabat-Salé-Kénitra. Conta una popolazione di 12 778 abitanti (censimento 2014).